# Josef Forster (Komponist)

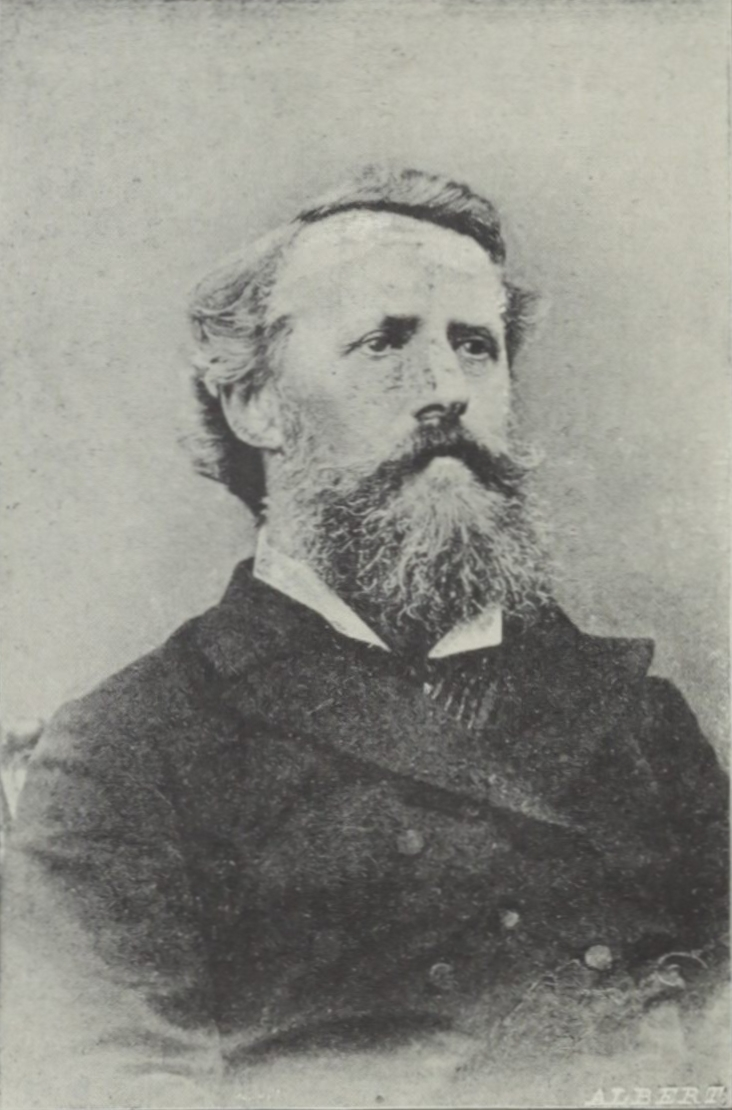
Josef Forster; fotografiert von Joseph Albert

Josef Forster (* 20. Januar 1838 in Trofaiach (Steiermark); † 23. März 1917 in Wien) war ein österreichischer Komponist.

## Biographie
Josef Forster war das vierte von zehn Kindern des aus Böhmen stammenden Lehrers und Organisten Jakob Forster und seiner zweiten Ehefrau Klara, geb. Helm, der Tochter eines Domchoristen des Stiftes Göss. Nach erster musikalischer Ausbildung im Elternhaus wurde er Sängerknabe am Stiftsgymnasium Admont, wo er bei Franz Traunbauer musikalisch weitergebildet wurde. Ab 1854 Ausbildung an der Lehrerbildungsanstalt in Graz, zugleich Absolvierung eines Kursus für Kirchenmusik; im Anschluss daran technische und mathematische Studien am Joanneum, der späteren Technischen Universität Graz. In diese Zeit fallen erste, heute verschollene Komponierversuche. Nach Beendigung seiner Grazer Studien Tätigkeit als Lehrer und Chorleiter in Trofaiach, 1865 Übersiedlung nach Wien, wo er ein Architekturstudium begann, das er jedoch bald aufgab. Tätigkeit als Privatlehrer und (erfolgloser) Erfinder; Anmeldung mehrerer Patente, vor allem im Bereich optischer Geräte sowie der Geschütz- und Motorenentwicklung.
Als Komponist debütierte Forster – anfangs gefördert durch Eduard Hanslick und Felix Otto Dessoff – mit zwei Streichquartetten und einer von der Kritik überwiegend negativ aufgenommenen romantischen c-moll-Symphonie (Uraufführung 1871 durch die Wiener Philharmoniker unter Dessoff). Aufführungen seiner komischen Oper „Die Wallfahrt der Königin“ (1878) am Ringtheater, sowie der Ballette „Der Spielmann“ (1881) und „Die Assassinen“ (1883) – nach einer Dichtung von Erzherzog Johann Salvator (später: Johann Orth) – an der Wiener Hofoper. Durch Förderung Johann Salvators Verleihung des Toskanischen Ritterkreuzes für zivile Verdienste 1883. Eine Bewerbung als Kapellmeister am Burgtheater blieb erfolglos.
Seinen einzigen größeren Publikumserfolg errang Forster mit dem Einakter „Die Rose von Pontevedra“ (Uraufführung 1893 in Gotha), für den er unter 124 Teilnehmern den ersten Preis eines vom Herzogtum Sachsen-Coburg-Gotha ausgeschriebenen Opern-Wettbewerbs erhielt (2. Preis für die Oper Evanthia des deutschen Komponisten Paul Umlauft). Das Werk, dessen Handlung in Spanien in der ersten Hälfte des 19. Jahrhunderts angesiedelt ist, gilt als eines der wenigen gelungenen Beispiele einer veristischen Oper in deutscher Sprache und wurde bis 1914 an zahlreichen Bühnen des deutschen Sprachraums gespielt (12 Aufführungen an der Wiener Hofoper). Mit späteren Arbeiten konnte Forster an diesen Erfolg nicht mehr anschließen: Seine auf einem Fastnachtsspiel von Hans Sachs beruhende Oper „Der dot Mon“ (Uraufführung 1902 an der Wiener Hofoper) fiel, trotz positiver Kritiken und der Förderung durch Hofoperndirektor Gustav Mahler, der selbst die Uraufführung dirigierte, beim Publikum durch.
In seinen letzten Lebensjahren beschäftigte sich Forster vor allem mit mathematischen Problemen: In der irrigen Überzeugung, das Problem des Großen Fermatschen Satzes gelöst zu haben, ließ er sich auf eine fruchtlose, von der Fachwelt (zu Recht) vollkommen ignorierte publizistische Auseinandersetzung mit dem Komitee des Wolfskehl-Preises ein. Forster starb weitgehend vergessen und verarmt 1917 in Wien. Seine Werke wurden nach seinem Tod nicht mehr aufgeführt, es existiert bis heute nur eine einzige Platten-Einspielung einer seiner Kompositionen, nämlich ein knapp zweiminütiger Auszug aus „Der dot Mon“, aufgenommen im Mai 1902 durch die Uraufführungssängerin Margarete Michalek auf einer „Gramophone & Typewriter“-Schallplatte 43316 (wiederveröffentlicht auf Rubini-LP GV 72 und Marston-CD 53004).

## Werke
- Opern: Canot [verschollen]; Der Wunderdoktor; Die Dorfkokette; Ines oder Die Wallfahrt der Königin; Sirene [Fragment]; Die letzten Tage von Pompeji; Die Rose von Pontevedra; Maria Tudor; Der dot Mon; Die Sturmflut [in überarbeiteten Fassungen auch als Wiarda und Flammen und Wogen]; Der Großmeister; Geheimnis und Liebe [verschollen].
- Operetten: Onkel Trim [Fragment]; Rekrut und Korporal [Fragment].
- Ballette: Der Spielmann; Die Assassinen; Der Alchymist.
- Instrumentalmusik: Ouverture in C [verschollen]; Symphonie in c-moll [verschollen]; Zwei Streichquartette; Menuett für vier Hörner; Walzerfolge „Die Hainbacher“.
- Chorwerke: Choralmessen; Messe für Männergesang; Offertorium; Weltliche Chorlieder: Commerslied; Die Adriawacht.

- Mathematische Studien: Allgemeine elementare Lösung des Problems von Fermat: X+y=z,n>2 mittelst des „Descendente Infinie“ von Josef Forster, Wien 1911; Das „große Rätsel“ gelöst. Ausführliche Erläuterung der Broschüre von Josef Forster. „Allgemeine elementare Lösung des Problems von Fermat“ nebst mehreren neuen Beweisen und Lösungsformeln mit Zahlenbeispielen, Wien 1912.